# Škofija Fort William
Škofija Fort William je bivša rimskokatoliška škofija s sedežem v Thunder Bayju (Kanada).

## Škofje
- Edward Quentin Jennings (14. maj 1952-18. september 1969)